# Igor Jovović
Igor Jovović (ur. 16 października 1982 w Titogradzie) – czarnogórski trener koszykarski.
W czerwcu 2018 został trenerem Stelmetu BC Zielona Góra.

## Osiągnięcia
Stan na 22 lipca 2019, na podstawie, o ile nie zaznaczono inaczej.
Jako trener główny
- Mistrzostwo:
  - Czarnogóry (2014, 2015)
  - II ligi niemieckiej ProA (2017)
- Brąz Ligi Adriatyckiej (2015)
- Puchar Czarnogóry (2014, 2015)

Jako asystent trenera
- Mistrzostwo Czarnogóry (2008–2013)
- Puchar Czarnogóry (2008–2012)
- 2. miejsce w pucharze Czarnogóry (2013)
- 4. miejsce w Lidze Adriatyckiej (2011, 2012)